# クリスチャン・マキャフリー
- クリスチャン・マカフリー

クリスチャン・ジャクソン・マキャフリー（Christian Jackson McCaffrey, 1996年6月7日 - ）は、アメリカ合衆国コロラド州キャッスルロック出身のプロアメリカンフットボール選手。NFLのサンフランシスコ・49ersに所属している。ポジションはランニングバック。父のエド・マキャフリー、兄のマックス・マキャフリーも元NFL選手。

## 経歴

### カレッジ
スタンフォード大学に進学し、3年間主力として活躍。3年目の2017年シーズン途中にチームを離脱して同年のNFLドラフトにアーリーエントリーした。この決断は物議を醸し、賛否両論を巻き起こした。

### カロライナ・パンサーズ
2017年のドラフト全体7位でカロライナ・パンサーズから指名され、2017年5月4日に4年総額1720万ドルのルーキー契約を結んだ。

#### 2017年シーズン
第5週のデトロイト・ライオンズ戦でキャリア初のタッチダウンを記録した。このシーズンのプレーオフ、ワイルドカード・ラウンドのニューオーリンズ・セインツ戦では16ラン獲得ヤード、6レシーブ、101獲得ヤードを記録したが、チームは敗れた。

#### 2018年シーズン
このシーズンは16試合に出場して1098レシーブ獲得ヤード、867ラン獲得ヤード、合計11タッチダウンを記録し、オールプロセカンドチームに選出された。

#### 2019年シーズン
このシーズンは16試合に出場して1387レシーブ獲得ヤード、1005ラン獲得ヤード、合計15タッチダウンを記録するなどエースとして活躍し、数々のNFL記録（後述）を打ち立てた。また、自身初となるプロボウル、オールプロファーストチームに選出された。

#### 2020年シーズン
2020年4月16日にパンサーズと4年総額6400万ドルの契約延長に合意した。ランニングバックとしてはNFL史上最高額となった。
このシーズンは第2週のタンパベイ・バッカニアーズ戦で右足首を痛めて離脱。その後第9週のカンザスシティ・チーフス戦で復帰したが、この試合で右肩を痛め、そのままシーズン終了となった。結果的にこのシーズンは3試合の出場に留まった。

#### 2021年シーズン
このシーズンもハムストリングや足首を痛めるなど故障に悩まされ、7試合の出場に留まった。

#### 2022年シーズン
最初の6試合で393ラン獲得ヤード、277レシーブ獲得ヤードを記録した。

### サンフランシスコ・49ers

#### 2022年シーズン
2022年10月20日に2023年のNFLドラフト2巡目、3巡目、4巡目指名権及び2024年ドラフト5巡目指名権とのトレードで、サンフランシスコ・49ersへ移籍した
。
このシーズンは2チーム合計で1139ラン獲得ヤード、741レシーブ獲得ヤードを記録し、3年ぶりにプロボウルに選出された。

#### 2023年シーズン
13試合連続してタッチダウンを得てチームの記録を作るなど活躍し、リーグ第2位の得票でプロボウルに選出された。リーグトップとなる1459ラン獲得ヤード、2023スクリメージヤードを記録し、NFL最優秀攻撃選手賞を受賞した。チーフスとの第58回スーパーボウルでは最初のドライブでファンブルを喫し、試合も延長戦の末敗れるも、スペシャルプレーでWRのジャワン・ジェニングスからのタッチダウンをレシーブした。

#### 2024年シーズン
2024年6月4日、49ersと2027年シーズンまでの2年総額3800万ドルの契約延長を行った。
アキレス腱とふくらはぎの故障により、プレシーズンとトレーニングキャンプを欠席し、レギュラーシーズン最初の8試合を欠場した。その後4試合に出場したものの試合中に後十字靭帯を痛めて再びIR入りした。

## 家族
前述のように父のエドと兄のマックスは元NFL選手で、現在はノーザンコロラド大学でエドがヘッドコーチ、マックスがオフェンシブコーディネーターを務めている。
外祖父のデーブ・シムは陸上選手として活躍し、1960年ローマオリンピックの100m走で銀メダルを受賞した。

## 人物
2019年より、ミス・ユニバース受賞経験のあるモデルのオリビア・カルポと交際しており、2023年4月7日に婚約した。

## 詳細情報

### レギュラーシーズン
| シーズン | チーム | 試合 | 試合 | ラン | ラン | ラン | ラン | ラン | レシーブ | レシーブ | レシーブ | レシーブ | レシーブ | リターン | リターン | リターン | リターン | リターン | パス | パス | パス  | パス | パス | パス | パス | パス | パス  | ファンブル | ファンブル |
| シーズン | チーム | GP   | GS   | Att  | Yds  | Y/A  | Lng  | TD   | Rec      | Yds      | Y/R      | Lng      | TD       | Ret      | Yds      | Y/R      | Lng      | TD       | Cmp  | Att  | Pct   | Yds  | Y/A  | Lng  | TD   | Int  | Rtg   | Fum        | Lost       |
| -------- | ------ | ---- | ---- | ---- | ---- | ---- | ---- | ---- | -------- | -------- | -------- | -------- | -------- | -------- | -------- | -------- | -------- | -------- | ---- | ---- | ----- | ---- | ---- | ---- | ---- | ---- | ----- | ---------- | ---------- |
| 2017     | CAR    | 16   | 10   | 117  | 435  | 3.8  | 40   | 2    | 80       | 651      | 8.1      | 37       | 5        | 25       | 220      | 8.8      | 25       | 0        | —    | —    | —     | —    | —    | —    | —    | —    | —     | 2          | 1          |
| 2018     | CAR    | 16   | 16   | 219  | 1098 | 5.0  | 59   | 7    | 107      | 867      | 8.1      | 38       | 6        | —        | —        | —        | —        | —        | 1    | 1    | 100.0 | 50   | 50.0 | 50   | 1    | 0    | 158.3 | 4          | 1          |
| 2019     | CAR    | 16   | 16   | 278  | 1387 | 4.9  | 84   | 15   | 116      | 1005     | 8.7      | 25       | 4        | —        | —        | —        | —        | —        | 0    | 2    | 0.0   | 0    | 0.0  | 0    | 0    | 0    | 39.6  | 1          | 0          |
| 2020     | CAR    | 3    | 3    | 59   | 225  | 3.8  | 6    | 5    | 17       | 149      | 8.8      | 24       | 1        | —        | —        | —        | —        | —        | —    | —    | —     | —    | —    | —    | —    | —    | —     | 0          | 0          |
| 2021     | CAR    | 7    | 7    | 99   | 442  | 4.5  | 18   | 1    | 37       | 343      | 9.3      | 32       | 1        | —        | —        | —        | —        | —        | —    | —    | —     | —    | —    | —    | —    | —    | —     | 1          | 0          |
| 2022     | CAR    | 6    | 6    | 85   | 393  | 4.6  | 49   | 2    | 33       | 277      | 8.4      | 49       | 1        | —        | —        | —        | —        | —        | —    | —    | —     | —    | —    | —    | —    | —    | —     | 0          | 0          |
| 2022     | SF     | 11   | 10   | 159  | 746  | 4.7  | 38   | 6    | 52       | 464      | 8.9      | 38       | 4        | —        | —        | —        | —        | —        | 1    | 1    | 100.0 | 34   | 34.0 | 34   | 1    | 0    | 158.3 | 1          | 0          |
| 2023     | SF     | 16   | 16   | 272  | 1459 | 5.4  | 72   | 14   | 67       | 564      | 8.4      | 41       | 7        | —        | —        | —        | —        | —        | —    | —    | —     | —    | —    | —    | —    | —    | —     | 3          | 2          |
| 2024     | SF     | 4    | 4    | 50   | 202  | 4.0  | 19   | 0    | 15       | 146      | 9.7      | 30       | 0        | —        | —        | —        | —        | —        | —    | —    | —     | —    | —    | —    | —    | —    | —     | 1          | 1          |
| 通算     | 通算   | 95   | 88   | 1347 | 6387 | 4.7  | 84   | 52   | 524      | 4466     | 8.5      | 49       | 29       | 25       | 220      | 8.8      | 25       | 0        | 2    | 4    | 50.0  | 84   | 21.0 | 50   | 2    | 0    | 135.4 | 13         | 5          |

- 2024年度シーズン終了時
- 太字は自身最高記録
- ■はリーグ最高記録
- ■はNFL最優秀攻撃選手賞受賞年

### ポストシーズン
| シーズン | チーム | 試合 | 試合 | ラン | ラン | ラン | ラン | ラン | レシーブ | レシーブ | レシーブ | レシーブ | レシーブ | パス | パス | パス | パス | パス | パス | パス | パス | パス | ファンブル | ファンブル |
| シーズン | チーム | GP   | GS   | Att  | Yds  | Y/A  | Lng  | TD   | Rec      | Yds      | Y/R      | Lng      | TD       | Cmp  | Att  | Pct  | Yds  | Y/A  | Lng  | TD   | Int  | Rtg  | Fum        | Lost       |
| -------- | ------ | ---- | ---- | ---- | ---- | ---- | ---- | ---- | -------- | -------- | -------- | -------- | -------- | ---- | ---- | ---- | ---- | ---- | ---- | ---- | ---- | ---- | ---------- | ---------- |
| 2017     | CAR    | 1    | 1    | 6    | 16   | 2.7  | 7    | 0    | 6        | 101      | 16.8     | 56       | 1        | —    | —    | —    | —    | —    | —    | —    | —    | —    | 0          | 0          |
| 2022     | SF     | 3    | 3    | 40   | 238  | 6.0  | 68   | 2    | 12       | 61       | 5.1      | 14       | 1        | 0    | 1    | 0.0  | 0    | 0.0  | 0    | 0    | 0    | 39.6 | 0          | 0          |
| 2023     | SF     | 3    | 3    | 59   | 268  | 4.5  | 39   | 4    | 19       | 152      | 8.0      | 28       | 1        | —    | —    | —    | —    | —    | —    | —    | —    | —    | 1          | 1          |
| 通算     | 通算   | 7    | 7    | 105  | 522  | 5.0  | 68   | 6    | 37       | 314      | 8.5      | 56       | 3        | 0    | 1    | 0.0  | 0    | 0.0  | 0    | 0    | 0    | 39.6 | 1          | 1          |

- 2024年度シーズン終了時
- 太字は自身最高記録
- ■はリーグ最高記録

### NFL記録
- ランニングバックによるシーズン最多レシーブ数：116（2019年）[30]
- 2シーズンで100レシーブ以上を記録した史上唯一のランニングバック[22]
- 1シーズンに1000レシーブ獲得ヤード、1000ラン獲得ヤードを同時に記録（マーシャル・フォーク、ロジャー・クレイグに並び史上3人目）[30]
- ルーキーシーズンに70レシーブ、5レシービングTDを記録した史上唯一のランニングバック
- 5試合連続で50レシーブ獲得ヤード、50ラン獲得ヤード以上を記録した史上唯一の選手[22]
- キャリア最初の3年間でのランニングバックによる通算最多レシーブ数：303
- 史上最速（42試合）で2000レシーブ獲得ヤードを記録したランニングバック（ハーシェル・ウォーカーと並ぶタイ記録）
- 史上最速（57試合）で3000レシーブ獲得ヤードと3000ラン獲得ヤードを記録[30]

### パンサーズ記録
- シーズン最多レシーブ数：116（2019年）[30]
- シーズン最多スクリメージ獲得ヤード：2392（2019年）[22]
- ランニングバックによるシーズン最多レシーブ獲得ヤード：1005（2019年）[22]
- ランニングバックによるシーズン最多レシービングTD：6（2019年）[22]